# Ichthyococcus intermedius
Ichthyococcus intermedius és una espècie de peix pertanyent a la família Phosichthyidae.

## Descripció
- Pot arribar a fer 5,3 cm de llargària màxima.[4][5]

## Hàbitat
És un peix marí, pelàgic-oceànic, mesopelàgic i de clima tropical (22°N-24°S, 140°E-154°W) que viu entre 0-590 m de fondària.

## Distribució geogràfica
Es troba al Pacífic: Austràlia, Nova Guinea, les illes Carolines i les illes Hawaii.

## Observacions
És inofensiu per als humans.